# Trnava (kraj zliński)
Trnava – gmina w Czechach, w powiecie Zlín, w kraju zlińskim. Według danych z dnia 1 stycznia 2012 liczyła 1150 mieszkańców.